# Maxim Gorky (cruzador)
Maxim Gorky (em russo: Максим Горький) foi um cruzador da classe Kirov do Projeto 26bis da Frota Naval Militar Soviética que entrou em ação durante a Segunda Guerra Mundial e continuou em serviço na Guerra Fria. A proa do navio foi explodida por uma mina no Golfo de Riga durante os estágios iniciais da Operação Barbarossa, mas ele chegou a Kronstadt para reparos. No entanto, após ser consertado, o navio ficou preso no porto durante a maior parte da guerra, pelos campos minados do Eixo em Leningrado e Kronstadt. Apesar de estar preso, Maxim Gorky esteve ativo em dois confrontos: o navio forneceu tiros em apoio aos defensores durante o Cerco de Leningrado e, posteriormente, bombardeou posições finlandesas durante a Ofensiva de Vyborg-Petrozavodsk em meados de 1944. Ele não viu mais ação na Segunda Guerra Mundial. Uma grande modernização foi iniciada em 1953, mas a marinha reconsiderou o custo-benefício da reforma e o trabalho foi cancelado em 1955. Maxim Gorky foi vendido para sucata em 1959.

## Descrição
Maxim Gorky tinha 187 metros  de comprimento na linha d'água e 191,4 metros de comprimento total. Tinha também uma boca de 17,66 metros e um calado entre 5,87 a 6,3 metros. Ele deslocou 8.177 toneladas  em carga padrão e 9.728 toneladas em carga total. Suas turbinas a vapor produziram um total de 129.750 cavalos de potência (96.750 kW) durante seus testes no mar e impulsionaram o navio a uma velocidade máxima de 36,72 nós (68,01 km/h). Isso foi um pouco abaixo de sua velocidade projetada de 37 nós e porque ele estava com mais de 900 toneladas de excesso de peso. O navio normalmente carregava 650 toneladas de óleo combustível, 1.660 toneladas em plena carga e 1.750 toneladas em sobrecarga. Isso lhe deu uma autonomia de 4.220 milhas náuticas (7.820 km) a 18 nós (33 km/h).

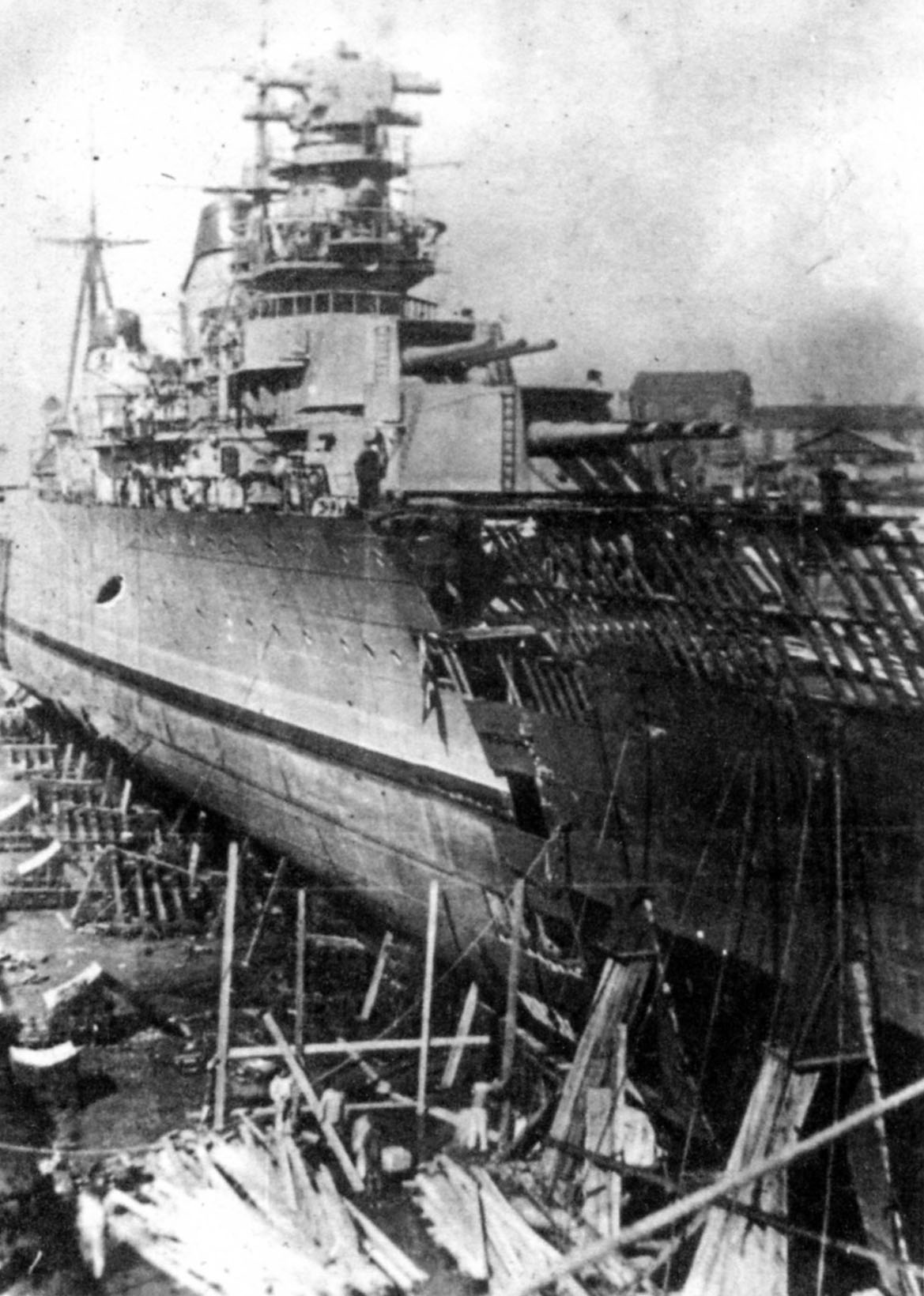
Atracação do casco do cruzador Maxim Gorky com a proa em Kronstadt, julho de 1941.

Maxim Gorky carregava nove canhões B-1-P de 180 milímetros calibre 57 em três torres triplas MK-3-180 elétricas. Seu armamento secundário consistia em seis canhões antiaéreos B-34 de 100 milímetros calibre 56 montados em cada lado do funil traseiro. Seus canhões antiaéreos leves consistiam em nove canhões 21-K semiautomáticos de 45 mm e quatro metralhadoras DShK de 12,7 mm. Seis tubos de torpedo 39-Yu de 533 milímetros foram montados em duas montagens triplas.

### Modificações em tempos de guerra
Em 1944, Maxim Gorky havia trocado seus canhões de 45 mm montagens.
Quando a guerra estourou em 1941, Maxim Gorky não tinha radar, mas ele foi equipado com o radar Lend-Lease britânico em 1944. Um Tipo 291 foi usado para busca aérea. Um radar Tipo 284 e dois Tipo 285 eram para controle de tiro da bateria principal, enquanto o controle de fogo antiaéreo era fornecido por dois radares Tipo 282.

## Serviço
Maxim Gorky foi colocado no Ordzhonikidze Yard, Leningrado em 20 de dezembro de 1936 como uma versão ligeiramente melhorada, Projeto 26bis conforme designado pelos soviéticos, do primeiro par de cruzadores da classe Kirov, que foram chamados de Projeto 26. Foi foi lançado em 30 abril de 1938 e foi concluído em 12 de dezembro de 1938. O navio, e sua escolta, colidiu com o campo minado "Apolda" estabelecido pelos alemães no Golfo de Riga enquanto fornecia cobertura para os esforços de mineração defensiva soviética em 23 de junho de 1941 e Maxim Gorky e o contratorpedeiro Gnevny ambos perderam seus arcos, embora Gorky tenha chegado ao porto, onde reparos temporários foram feitos. O navio foi transferido, com assistência, para Tallinn e depois para Kronstadt. Este teve uma nova seção de proa fabricada em Kronstadt e sendo acoplada ao navio em 21 de julho. Durante a maior parte do resto da guerra, ele foi bloqueado em Leningrado e Kronstadt pelos campos minados do Eixo e só pôde fornecer apoio de tiros para os defensores durante o Cerco de Leningrado, por exemplo, ele disparou 285 projéteis de 180 mm em 4 de setembro de 1941 e 701 tiros durante o Ofensiva Krasnoye Selo–Ropsha em janeiro de 1944. O cruzador foi condecorado com a Ordem da Bandeira Vermelha em 22 de março por seu "cumprimento exemplar de missões de combate" e pela "coragem e bravura" demonstradas por sua tripulação. O navio também bombardeou posições finlandesas como parte do 4º Grupo de Artilharia durante a ofensiva soviética de Vyborg-Petrozavodsk em junho, disparando cem projéteis de 180 mm em Kuokkala em 9 de junho. Maxim Gorky foi repetidamente, ainda que levemente, danificado por ataques aéreos e de artilharia alemães, mas sua única reforma prolongada ocorreu durante o inverno de 1942–43, quando seu convés superior foi reforçado com placas de blindagem de 37 milímetros.

### Pós-guerra
Após o fim da guerra, Maxim Gorky foi transferido para o esquadrão da 4ª Frota no sul do Báltico, quando a Frota do Báltico foi brevemente dividida em 25 de fevereiro de 1946. Como quartel-general do esquadrão, ele se mudou para Liepāja e depois para Baltiysk. Para participar de um desfile, o cruzador retornou brevemente a Leningrado em 7 de novembro de 1947. Maxim Gorky testou o primeiro helicóptero naval soviético, o Kamov Ka-10, em dezembro de 1950. O helicóptero estava localizado no convés de popa e fez o primeiro pouso de helicóptero. a bordo de um navio de guerra soviético em 7 de dezembro, observado pelo designer-chefe Nikolay Kamov.
Ele foi transferido para Kronstadt enquanto aguardava uma reforma no Estaleiro nº 194 em meados de 1953 e transferida para os navios da Fortaleza de Kronstadt em 16 de junho, liderando o desfile naval rio Neva para o Dia da Marinha em julho. A reforma, que começou no final daquele ano, foi planejada para incluir uma revisão completa de seu maquinário, enquanto seu radar, sistemas de controle de disparo e canhões antiaéreos seriam substituídos pelos mais recentes sistemas soviéticos. Protuberâncias de torpedos deveriam ser instaladas, o que aumentaria seu deslocamento em 1.000 toneladas, com consequentes penalidades em sua velocidade e alcance. A marinha reavaliou o escopo da obra em 1955 e considerou insuficiente para criar um navio totalmente moderno e suspendeu a reforma. Maxim Gorky foi removido da Frota do Báltico em 17 de fevereiro de 1956 antes de ser igualmente removido da lista da marinha e entregue para demolição em 18 de abril de 1959 depois que a marinha decidiu que ele era desnecessária como um navio de teste de mísseis.